# Jürgen Matthäus
Jürgen Matthäus, född 1959 i Dortmund, är en tysk historiker och författare, specialiserad på Förintelsen. Han är chef för forskningsavdelningen vid United States Holocaust Memorial Museum (USHMM).